# Charlie Davey
Charles (« Charlie »), Frederick Davey né le 27 août 1886 à Croydon et mort le 7 octobre 1964 à Beckenham, est un coureur cycliste britannique qui a participé aux Jeux olympiques de 1912, aux championnats du monde et au Bol d'Or.

## Carrière sportive
Davey  a joué au football. Il a également essayé l'athlétisme. À 17 ans, il est arrivé troisième au 12 km marche organisé par les commerçants d'Addiscombe, Surrey. Il a participé pour les « East Surrey Busards ». Il a commencé le vélo quand ses frères l'ont persuadé de tenter la course sur piste en herbe lors d'une autre manifestation par les commerçants. Il a remporté cinq prix.
En 1910, il a rejoint le « Vegetarian Cycling and Athletic Club », puis « Addiscombe CC », un club qu'il a fondé en 1906. Sa première victoire sur route a été pour le club d'Addiscombe dans le 50-mile contre-la montre, entre Crawley et Godstone, qu'il a gagné en 2 h 35 min 0 s.
En 1911, il a terminé troisième dans les 12 heures contre la montre d'Anerley. Ce qui l'a qualifié pour courir pour la Grande-Bretagne aux Jeux Olympiques de 1912 en course sur route à Stockholm. La course a été courue sur plus de 200 km autour du lac Lac Mälar. L'organisation a été chaotique, les coureurs groupés ensemble au lieu d'être séparés, les voitures gênant les concurrents et des erreurs dans les temps.
Davey a battu son premier record lorsque, en 1914, il s'associe avec Harry Paul pour battre  le record sur route des 50 miles des routes du Sud, suivi deux semaines plus tard par Londres Worthing-Londres.
La guerre interrompt sa carrière et il est devenu maître dans le Royal Naval Air Service, précurseur de la Royal Air Force. Il était stationné dans les Îles Orcades, où il a nagé à deux milles vers la bouée de Scapa Flow et retour.
En 1920, Davey a remporté sept épreuves sur piste, le 50-mile contre la montre de Balham, les 12 heures d'Anerley et les championnats du Lincolnshire des 25, 50 et 100 km. Il a été sélectionné pour les Jeux olympiques dAnvers en tant que remplaçant. Il attendit jusqu'à ce que l'équipe au complet soit arrivée au port de Harwich, puis a couru les 12 heures d'Anerley pour terminer deuxième derrière Maurice Selbach.
Sa meilleure année a été 1921, Davey avait 34 ans, l'année des premiers championnats du monde de cyclisme sur route. 
Il a participé aux championnats du monde en 1922, à nouveau contre la montre, dans le Shropshire. Le gagnant a été Dave Marsh. Davey est arrivé troisième et la Grande-Bretagne a remporté une médaille d'or par équipe.
Davey passe professionnel l'année suivante pour Hudson le nouveau fabricant de bicyclettes. Il a battu le record de Land's End à Londres en 1 h 55 min, puis le record des 24 heures avec 402 km et à nouveau Land's End Londres en 17 h 29 min. Il est allé à Paris pour courir le Bol d'Or sur le vélodrome Buffalo. Il a terminé sixième, le gagnant étant Oscar Egg après 550 km.
La dernière année de Davey a été quand il avait 40 ans. Il a battu le record de Londres à Portsmouth et retour de 12 minutes et établit le record  de Londres à Bath et retour en 11 h 47 min 52 s. Après sa retraite sportive, il a managé d'autres coureurs, notamment Tommy Godwin (cyclisme, 1912), dans leurs tentatives de records et organisé plusieurs courses entre 1926 et 1960.
Addiscombe Cycling Club lui a donné une clé en 1959 pour son travail pour le club.
Il a été célébré dans le Livre d'Or du Cyclisme britannique (en) en 1959.